# Hôtel Belvédère
L'hôtel Belvédère est un hôtel historique situé sur la route du col de la Furka, près du glacier du Rhône, sur le territoire de la commune d'Obergoms (VS), en Suisse.

## Localisation
L'hôtel se trouve sur la route menant au col de la Furka, à 3 km du sommet, sur le versant est du côté valaisan. Il est construit dans un virage en épingle, offrant une vue directe sur le glacier du Rhône.

## Histoire
La route du col de la Furka est ouverte entre 1866 et 1867. Elle relie la vallée valaisanne à la vallée uranaise, jusque-là séparées par le Furkastock. En 1882, Josef Seiler construit un gîte dans un virage en épingle créé par cette route. Les débuts du gîte sont difficiles, mais il connaît une première extension en 1890 pour devenir un hôtel. L'ajout d'un toit à deux versants et de deux étages supplémentaires lui donne alors son apparence actuelle. Cependant, à cette époque, les chambres restent relativement spartiates, dépourvues d'électricité et d'eau courante.

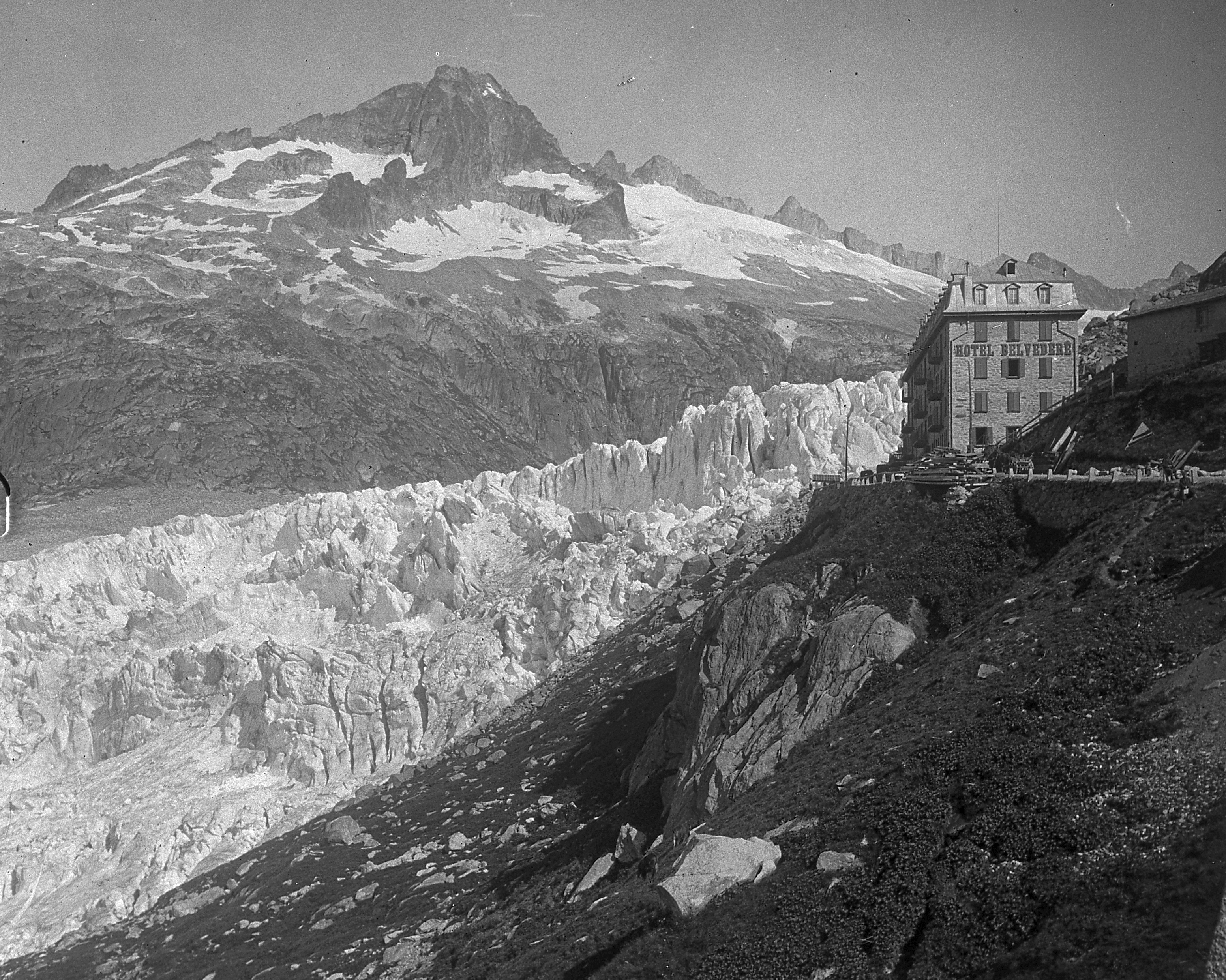
Hôtel Belvédère et le glacier du Rhône en 1905.

En 1903, le bâtiment subit une deuxième transformation, marquant son entrée dans la Belle Époque et le début de ses heures de gloire. L'hôtel devient alors un établissement de luxe très prisé, apprécié pour son emplacement panoramique sur la vallée et le glacier du Rhône, qui, à l'époque, se trouve à seulement quelques centaines de mètres de la route. En 1907, il offre une capacité de 90 lits.
Au cours de la première moitié du XXe siècle, la fréquentation du glacier du Rhône et de l'hôtel ne cesse d'augmenter grâce à l'arrivée du car postal en 1921 et à l'ouverture de deux nouvelles lignes ferroviaires : la Furka Oberalp Railway et le Glacier Express en 1930. À cette époque, l’alpinisme est en vogue. Les simples promeneurs cèdent alors la place aux randonneurs, qui utilisent l’hôtel comme point de départ pour leurs excursions.
Après la Seconde Guerre mondiale, l'hôtel connaît un nouvel essor grâce au développement de l'automobile personnelle. Il devient une destination prisée pour admirer le glacier du Rhône. Le lieu accueille régulièrement des visiteurs prestigieux, tels que le pape Jean XXIII et Sean Connery.
Bien que l'hôtel devienne culte après son apparition dans le film James Bond : Goldfinger en 1964, sa fréquentation diminue fortement durant la seconde moitié du XXe siècle. Avec les progrès de l’automobile, les traversées des cols alpins deviennent plus rapides, permettant aux touristes de s’y arrêter brièvement sans y passer la nuit. Par ailleurs, le glacier du Rhône recule de plus d’un kilomètre par rapport au Belvédère, rendant la vue depuis l’hôtel moins impressionnante. L'hôtel ferme une première fois en 1980 et est acquis par le canton du Valais, avec l’idée d’y construire un barrage, un projet qui ne verra jamais le jour. En 1988, la famille Carlen rachète le bâtiment, le restaure dans son état d'origine et le rouvre en 1990. Cependant, l'hôtel est à nouveau fermé depuis 2015.

## Galerie

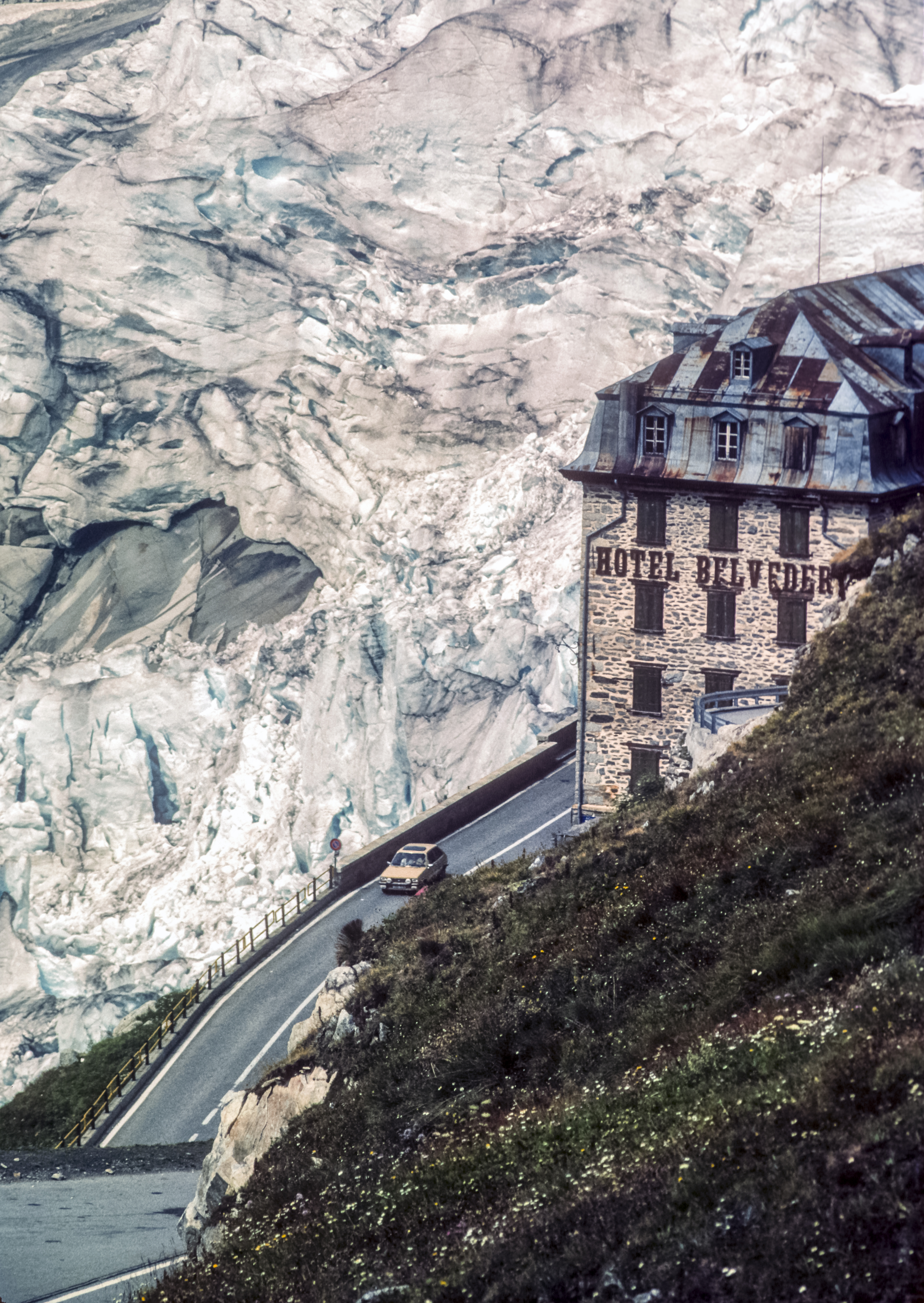
Hôtel Belvédère en 1983, lors de sa première fermeture, de 1980 à 1990.
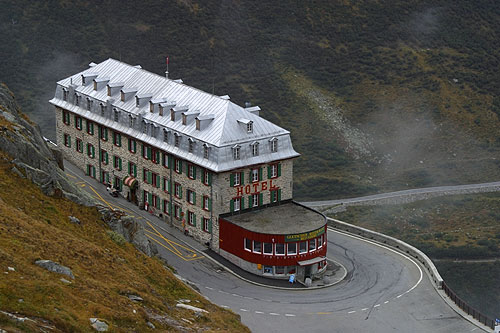
Hôtel Belvédère en 2004.
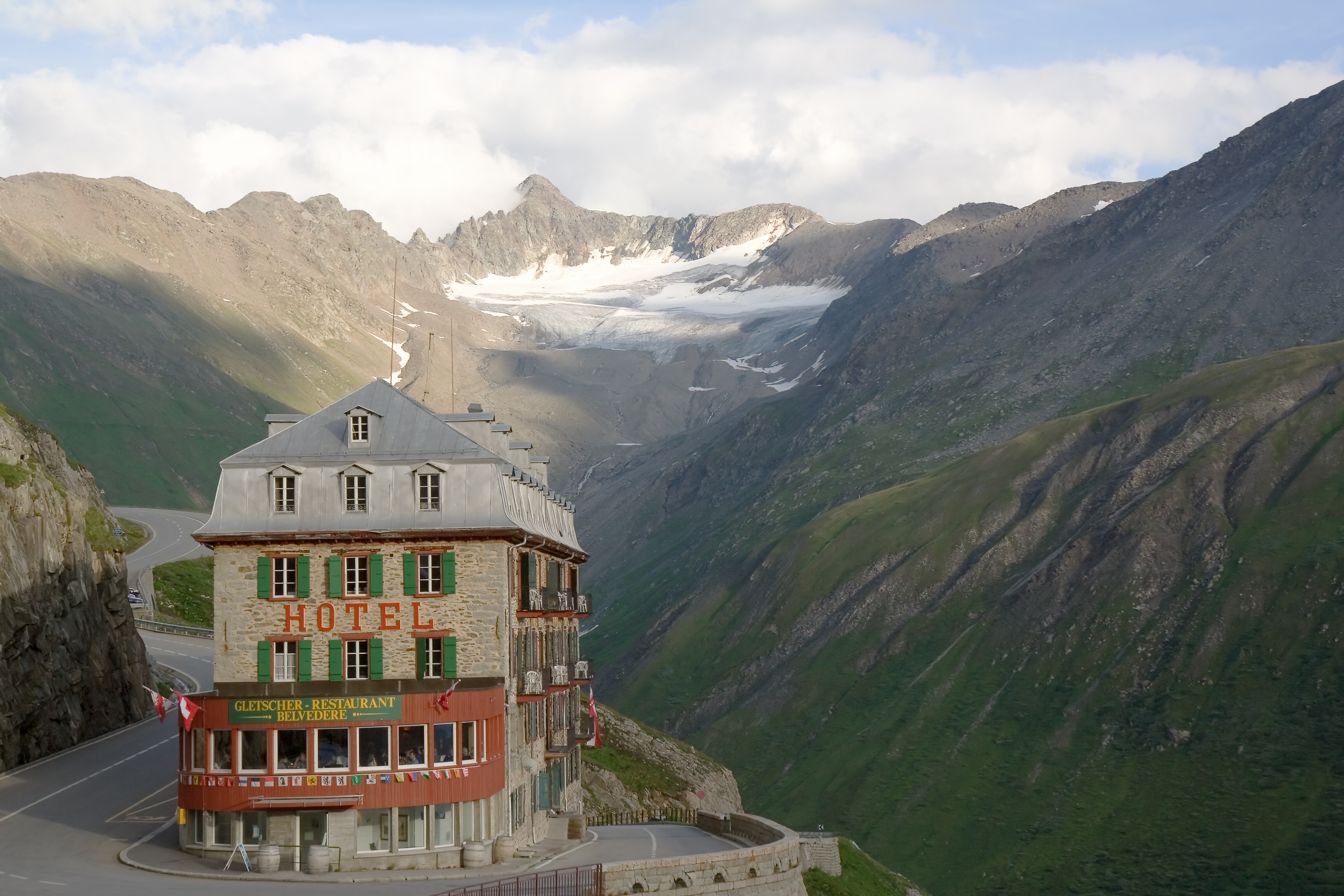
Hôtel Belvédère et le Muttgletscher en 2007.
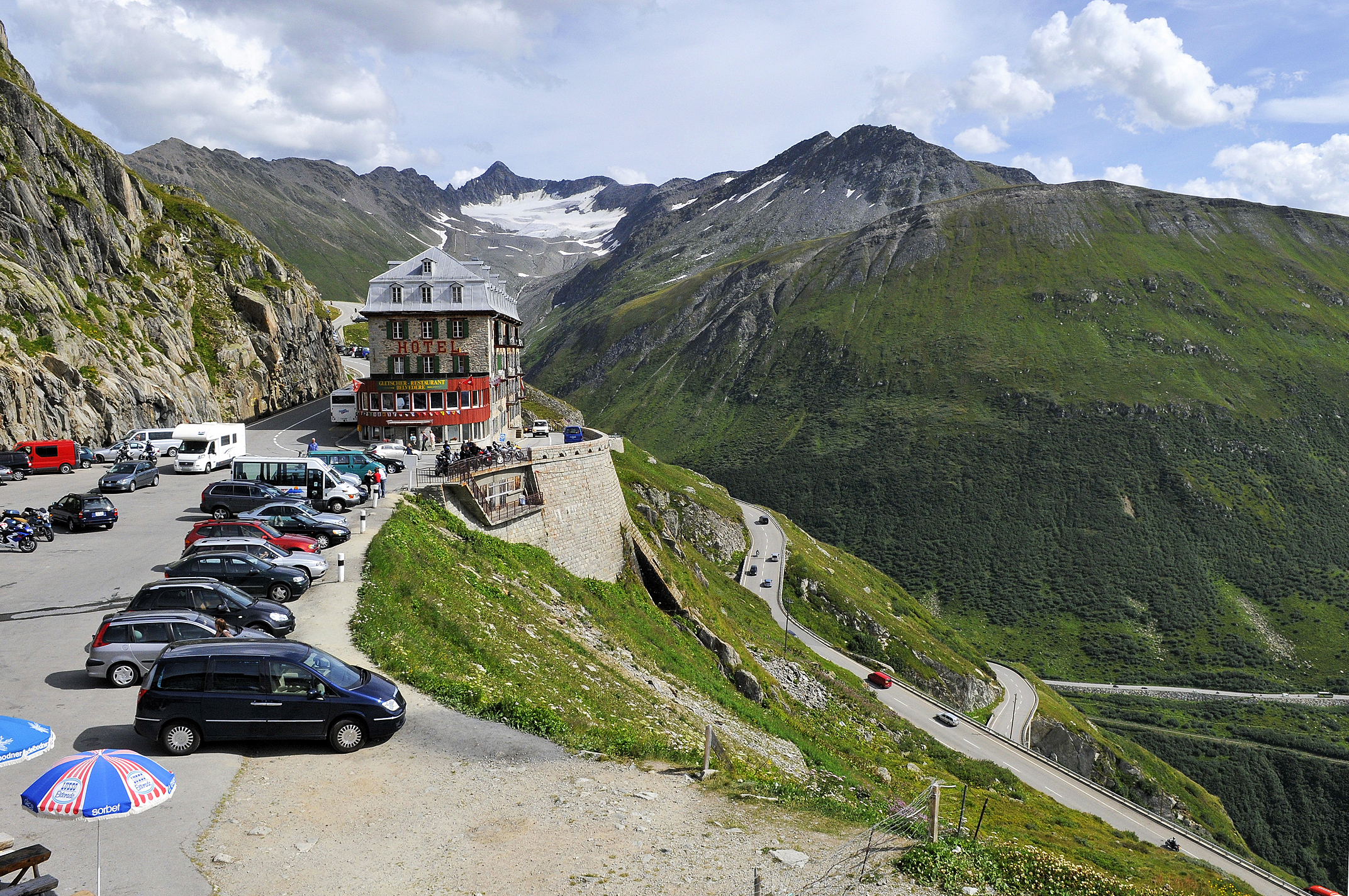
Hôtel Belvédère en 2009.
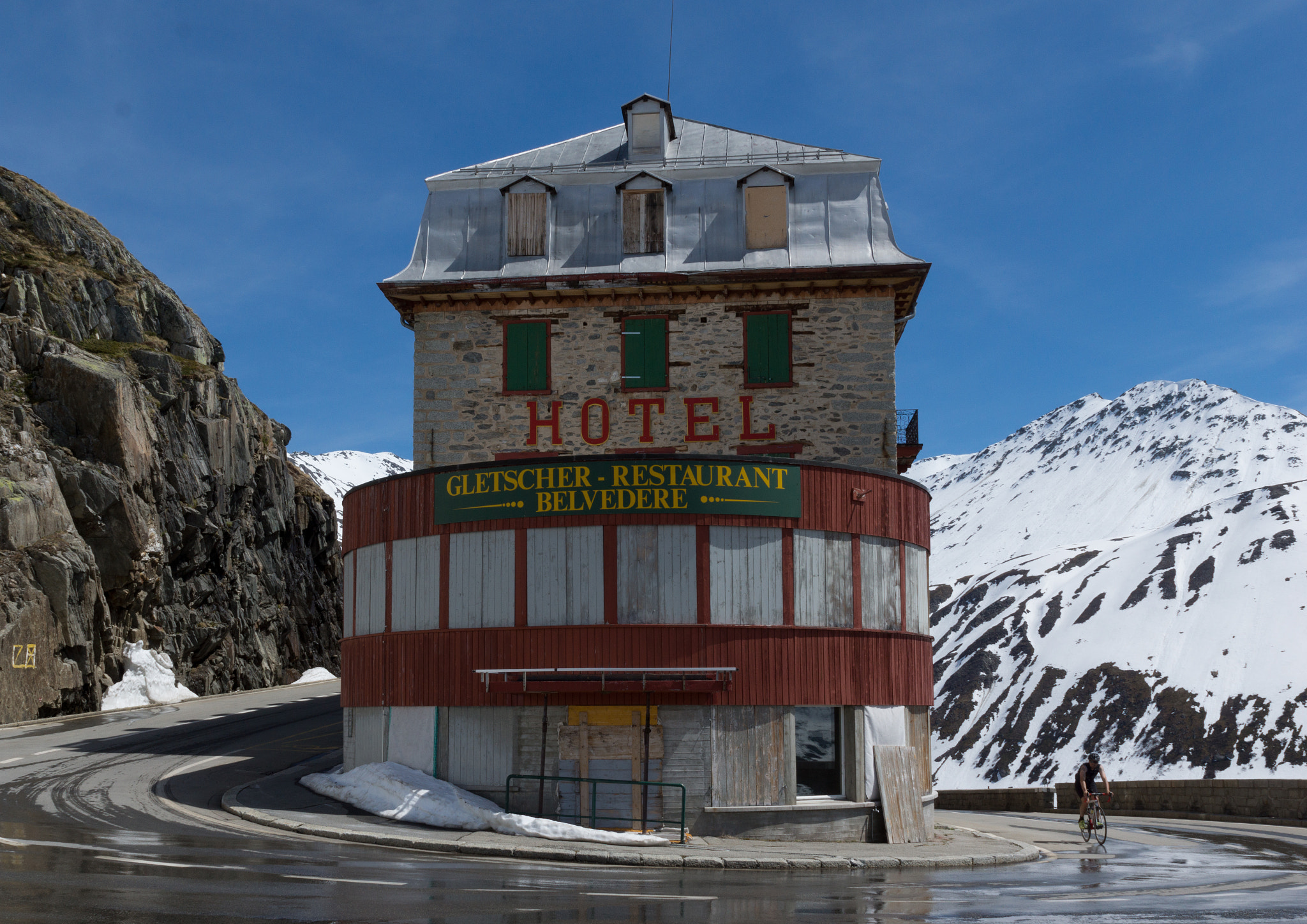
En 2017, l'Hôtel Belvédère est à nouveau fermé (depuis 2015)..
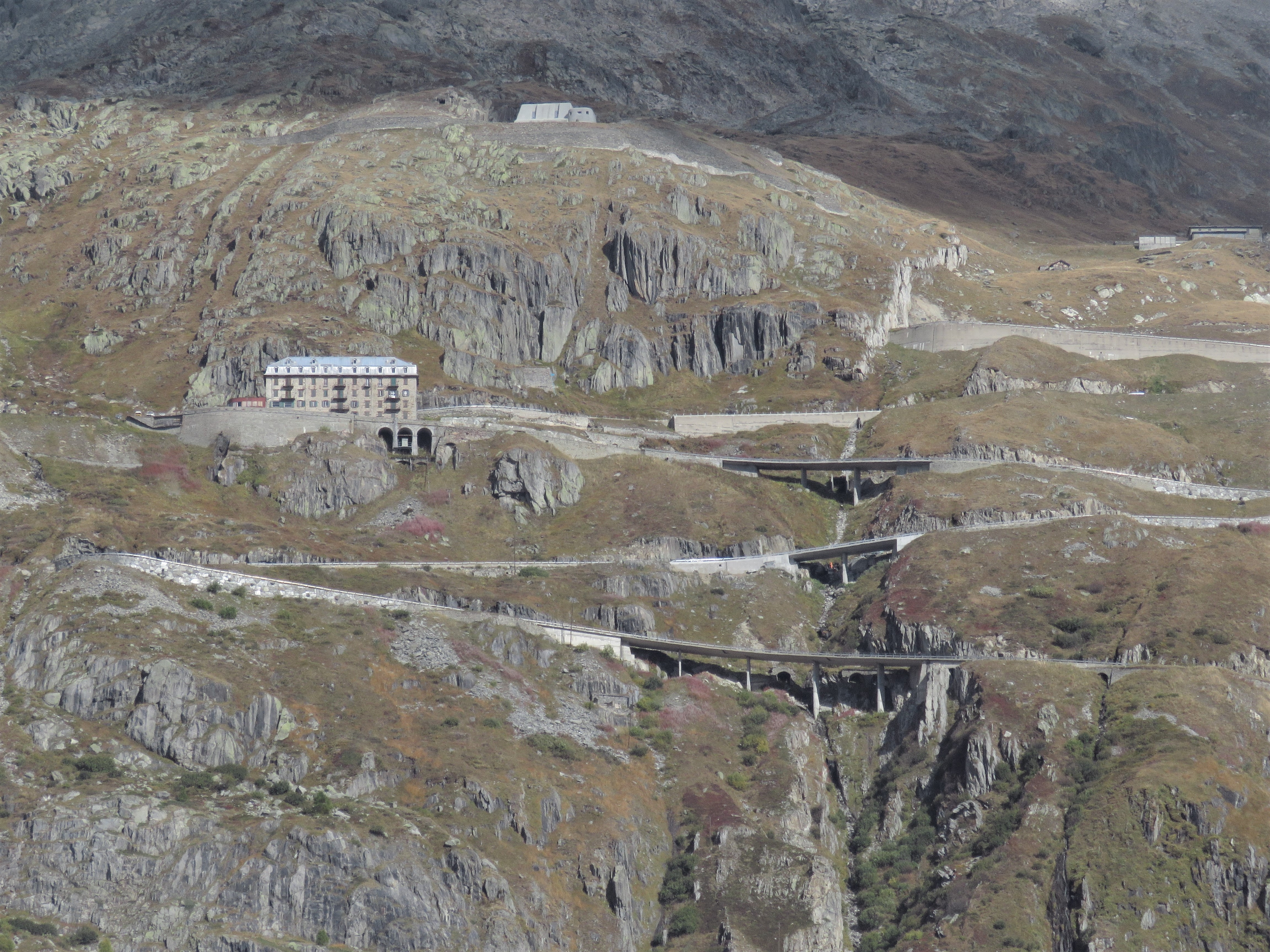
Vue de la situation de l'Hôtel Belvédère sur la route du col (2018).
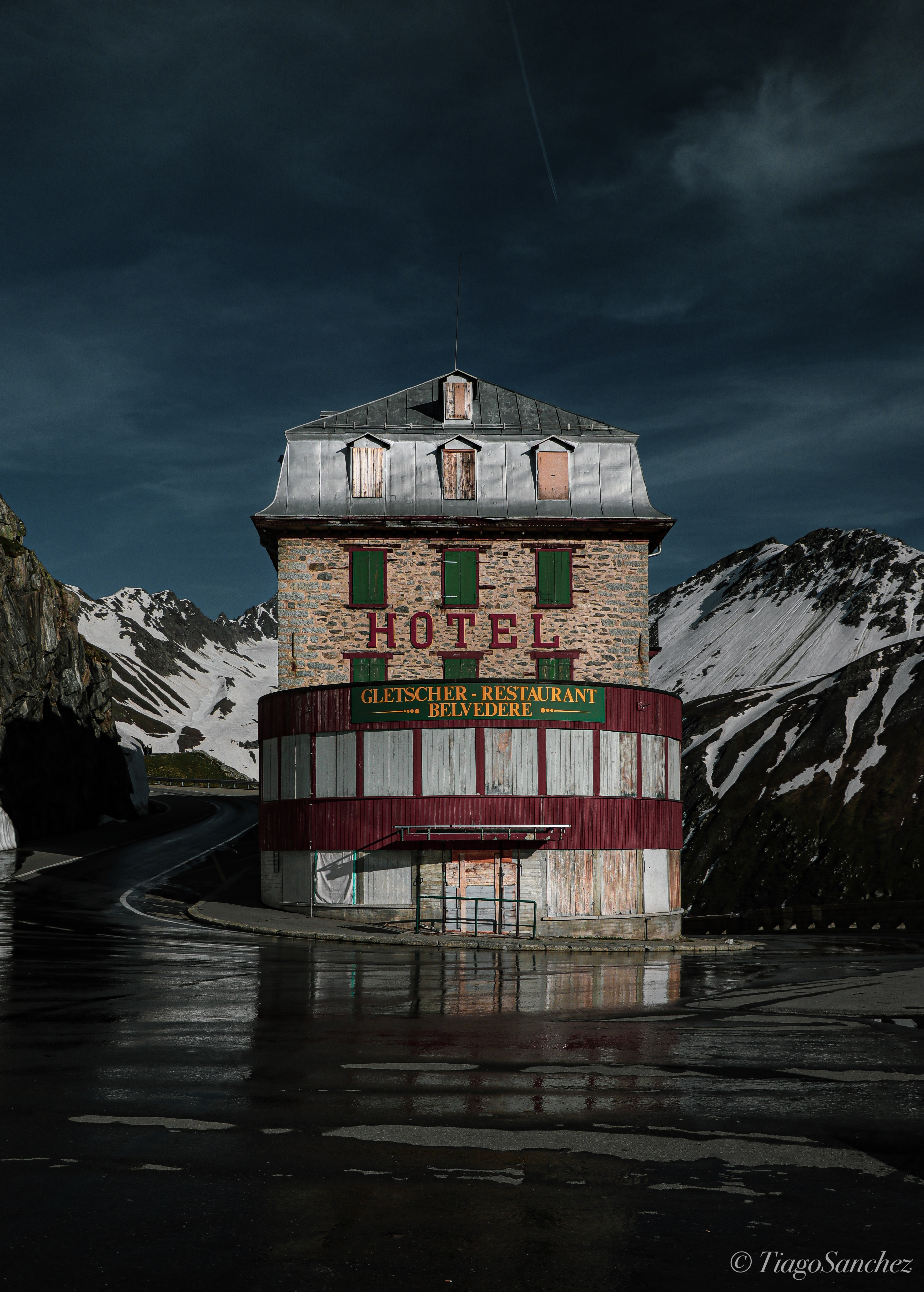
Hôtel Belvédère en 2019.

## Hommages
- L'hôtel apparaît dans Goldfinger, le troisième épisode des aventures de James Bond, réalisé par Guy Hamilton en 1964.
- L'hôtel figure sur la couverture du livre Accidentally Wes Anderson de Wally Koval[7].